# Deodorant

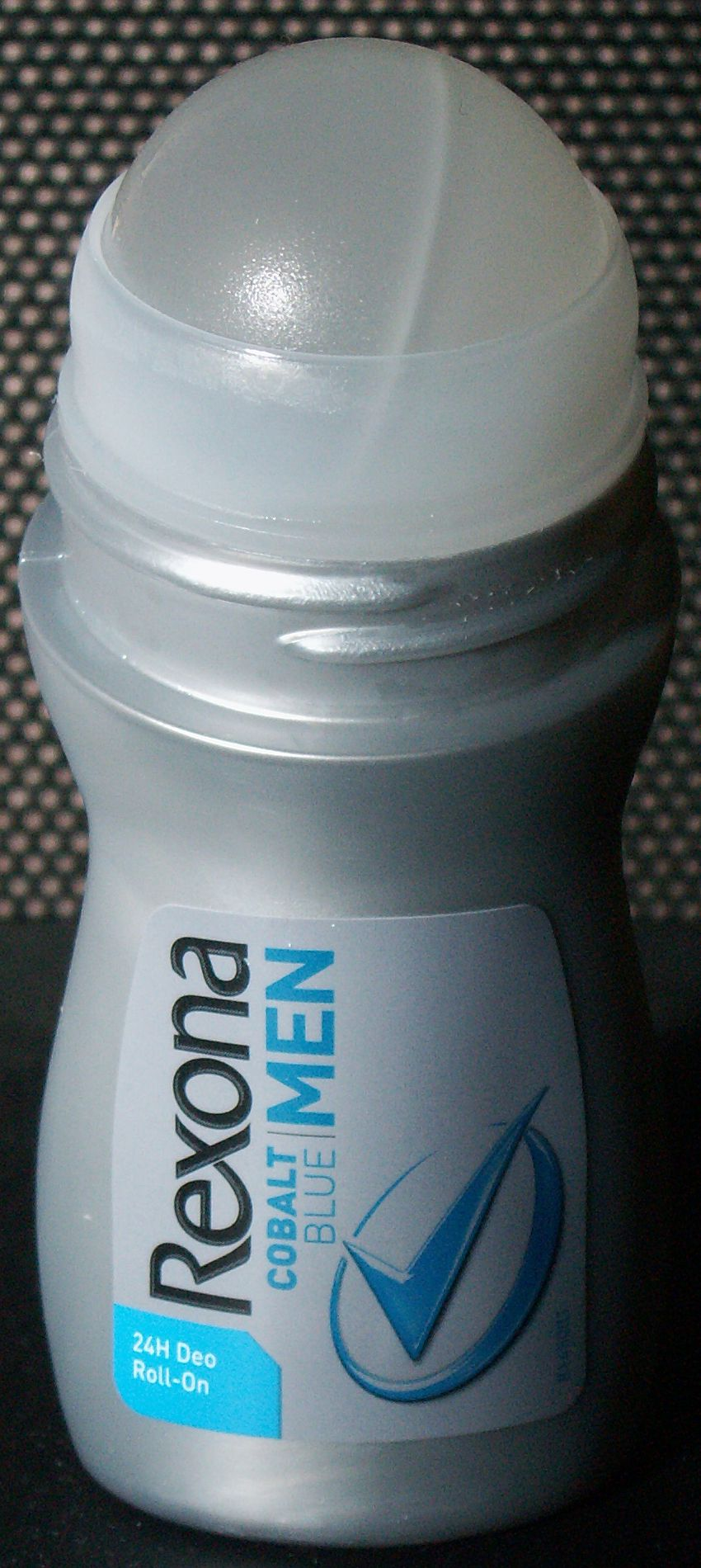
Roll-on för män.

Deodorant är en hygienartikel som appliceras i armhålorna för att förhindra kroppslukt orsakad av bakterietillväxt. De allra flesta deodoranter är idag även antiperspiranter, vilket betyder mot svettning. Dessa innehåller aluminiumsalt och påverkar lukt samt förebygger svettning genom att täppa till svettkörtlar. 
Deodorant kan förpackas som kräm, sprej, roll-on och stift. I Europa är sprej vanligt, liksom kräm och roll-on. I USA är fast eller gelform dominerande. 
Den första kommersiella deodoranten, Mum, infördes och patenterades i slutet av 1800-talet av en uppfinnare i Philadelphia, Pennsylvania. Produkten blev kortvarigt tillbakadragen i USA, men finns för närvarande tillgänglig på amerikanska detaljhandlare under märket Ban. Den moderna utformningen av antiperspirant patenterades av Jules Montenier den 28 januari 1941. Denna formulering hittades först i deodorantsprejen Stopette som Time Magazine kallade "den bästsäljande deodoranten i början av 1950-talet". Stopette överflyglades senare av många andra märken när ensamrätten år 1941 gått ut. 

## Bakgrund
Mänsklig svett är i stort sett luktfri till den börjar brytas ned av bakterier.
Bakterier trivs i varma, fuktiga miljöer. Människors armhålor är bland de mest varaktiga varma områdena på människokroppen, och svettkörtlarna producerar svett som har en viktig kylande effekt. När armhålorna tvättas med en alkalisk tvål, ökar hudens pH och hudbarriären störs. Bakterier trivs i basiska miljöer och en basisk miljö i armhålan gör den mer mottaglig för bakteriella kolonisationer. Bakterierna bryter ned svett från de apokrina körtlarna samt död hud och hårceller. De utsöndrar 3-metyl-2-hexensyra vilket är den största orsaken till kroppslukt. Hår under armarna vekar bort fukten och hjälper till att hålla huden torr nog för att förhindra eller minska bakteriell kolonisation. Håret är mindre känsligt för bakterietillväxt och är därför idealiskt för att hejda bakteriell lukt. 

## Produkter
Deodoranter klassificeras som kosmetika av Food and Drug Administration (FDA) och är utformade för att eliminera lukt. 
Deodoranter är vanligen alkoholbaserade. Alkohol stimulerar svettning, men kan också döda bakterier. Deodoranter kan formuleras med andra mer långlivade bakteriedödande medel såsom triklosan, eller med metallföreningar som saktar ner bakterietillväxten. Deodoranter kan innehålla parfym eller naturliga essenser avsedda att dölja svettlukten.
Deodoranter kombinerat med antiperspiranter klassas som läkemedel av FDA. Antiperspiranter är ämnen som försöker att stoppa eller avsevärt minska svett och därmed minska det fuktiga klimat där bakterier trivs. Aluminiumklorid, aluminiumkloridhydrat och blandningar av aluminium-zirkonium används ofta i antiperspiranter, och de två senare är vanligast i kommersiella antiperspiranter. 

## Funktion
De aluminiumbaserade produkterna  reagerar med elektrolyterna i svetten och bildar en gelplugg i svettkörtelns kanal. Pluggen hindrar körteln från att utsöndra vätska men försvinner efterhand genom naturlig hudömsning. De stoppar också  svett från att nå hudytan genom att interagera med svettkanalernas  keratinfibriller. Aluminiumsalter har även en viss sammandragande effekt på porerna som ytterligare förhindrar svett från att nå hudens yta. Blockering av svettkörtlarna minskar mängden svett i armhålorna, men detta kan variera från person till person.
En liten andel människor är allergiska mot aluminium och kan uppleva kontakteksem när de utsätts för deodoranter som innehåller aluminium. 

### Eventuell koppling till bröstcancer
En studie från 1998 uppgav att användning av antiperspiranter som innehåller aluminium har varit knuten till den systemiska ackumuleringen av aluminium som troddes öka risken för Alzheimers sjukdom. 
En studie från 2007 påstod att personliga hygienartiklar är en möjlig bidragsgivare till kroppsbelastning av aluminium, och nyare bevis har kopplat bröstcancer med aluminium-baserade antiperspiranter. En studie från 2008 angav att inga vetenskapliga bevis stöder hypotesen om att deodoranter och/eller antiperspiranter ökar risken för bröstcancer. Sambandet fortsätter dock att undersökas.[när?] Dock är sambandet mycket kontroversiellt, bland annat då det aluminium som man får i sig mestadels kommer från kosten, inte från hälsoprodukter.

## Deodorantkristaller
Receptfria produkter av alun (kaliumaluminiumsulfat) marknadsförs 
som "naturlig deodorantkristall"   
och har fått nyvunnen popularitet som en alternativ hälsoprodukt.